# František Vohryzek
František Vohryzek (Praga, 9 gennaio 1907 – Montréal, 27 gennaio 1997) è stato uno schermidore cecoslovacco, vincitore di una medaglia di bronzo ai campionati mondiali di scherma.